# لوروا واشبورن
لوروا واشبورن هو سياسي كندي، ولد في 16 يونيو 1934 في بلاكفيل في كندا، وتوفي في 13 أبريل 2019. نشط حزبياً في الجمعية الليبرالية لنيو برونزويك ‏. وقد انتخب عضو الجمعية التشريعية لنيو برونزويك ‏.